# Нетта-Фольварк
Нетта-Фольварк (пол. Netta-Folwark) — село в Польщі, у гміні Августів Августівського повіту Підляського воєводства.
Населення — 177 осіб (2011).
У 1975-1998 роках село належало до Сувальського воєводства.

## Демографія
Демографічна структура станом на 31 березня 2011 року:
|          | Загалом | Допрацездатний вік | Працездатний вік | Постпрацездатний вік |
| -------- | ------- | ------------------ | ---------------- | -------------------- |
| Чоловіки | 92      | 26                 | 60               | 6                    |
| Жінки    | 85      | 23                 | 47               | 15                   |
| Разом    | 177     | 49                 | 107              | 21                   |